# Хајнрих Химлер
Хајнрих Луитполд Химлер (Минхен, 7. октобар 1900 — Линебург, 23. мај 1945) био је командант немачког Шуцштафела и Гестапоа, међу најмоћнијим људима Нацистичке Немачке, један од идејних твораца Холокауста и најодговорнијих за убиства милиона људи.

## Детињство и младост
Рођен је у близини Минхена 7. октобра 1900. године. Био је син директора Католичке школе и религија је на њега имала велики утицај. Његов отац, Герхар, био је проректор у гимназији, побожан и педантан човек. Био је немачки националиста, али не и антисемита. Имао је два брата, старијег Гебхарда (рођен 1898) и млађег Ернста (рођен 1905). Имао је сасвим нормално детињство, родитељи су били строги, али и врло активни у животу и развоју њихово троје деце. Иако његови родитељи нису били богати, били су добростојећи, и то захваљујући његовом крштеном куму, баварском принцу Хајнриху. 
Године 1910. започео је школовање у елитним гимназијама у Минхену и Ландсхуту, где је стекао знање из класичне књижевности. Био је изузетно бистар и марљив ученик, а и академски део школовања обављао је одлично. Такође се бавио и ваншколским активностима, у којима је уживао - играо је шах, свирао клавир, сакупљао поштанске марке и бавио се баштованством. Други дечаци из школе нису приметили његову склоност ка насиљу. Један његов школски друг, Џорџ Халгартен, Химлера је описао као најумиљатије јагње које човек може да замисли. Дечак који ни муви не би учинио ништа нажао.
Када је уписао факултет, тада се посветио својој великој страсти, бављењу пољопривредом и рад са биљкама. Имао је личност која је тражила признања за свој рад, као и стварање нових познанстава, па је постао члан низа удружења. У том периоду није показивао знаке бунтовништва, као ни радикализма. Након завршетка факултета је брзо нашао посао, што је у доба економске кризе био успех. У децембру 1919. постао је члан католички оријентисане Баварске народне странке, чији члан је био до 1923. године. Током младости, а и кад је сазрео, његов однос са супротним полом увек је био тежак.
Када је 1914. почео Први светски рат, покушавао је да наговори оца да употреби своје везе са племством, како би постао кандидат за официра. Родитељи су се противили, али су на крају ипак попустили и допустили му да након дипломирања 1918. оде у 11. баварску јединицу. Због неатлетске грађе имао је потешкоћа са физичким тренинзима у војсци. Положио је два курса за официра, али прекасно да би се укључио у борбу. Касније, исте те године, рат се завршио, а Немачка је поражена. Версајски споразум, који је потписала Немачка, а који је смањио број војника у војсци, онемогућио је Химлеру да постане професионални официр и отпуштен је из војске. Међутим, 1943. године, када је писао своју аутобиографију, тврдио је да је учествовао у рату, као наредник 11. баварског пешадијског пука. Овим је очигледно хтео да надомести недостатак ратног искуства, у поређењу са својим сарадницима из странке, првенствено Хитлером.
У априлу 1919. године Химлер се придружио једном од многих добровољачких одреда који су се борили против Совјетске Републике Баварске. Био је члан Ландхута, Оберланда, 21 стрељачке бригаде и Домобрана. Трудио се да се наметне у различитим одбрамбеним организацијама које су се бориле против демократије и Версајског уговора.

## Каријера
Химлерова политичка каријера започела је негде око 1922. године, када је као члан Дер Фрајвега упознао Ернста Рема. Још пре него што се учланио у НСДАП био је декларисани антисемита. Преко Рема и Штрасера постао је члан странке. Учествовао је у Пивничком пучу 9. новембра 1923. године, када је са још 400 сабораца заузео Министарство рата. Након пивничког пуча, Нацистичка партија је забрањена. Након њеног поновног оснивања 27. јануара 1925. брзо је напредовао у хијерархији странке. Штрасер му је касније дао посао свог секретара. С напретком Штрасера напредовао и Химлер. Када је Штрасер 1926. године постао руководилац државне пропаганде Химлер је био његов заменик. Награда за оданост стигла је 1929. године. Хитлер га је именовао за заповедника Шуцштафела, (СС-а) своје личне телесне страже.
Химлер је веома брзо схватио да ће основна намена СС-а бити борба против Хитлерових противника. СС је растао континуирано. Када је Химлер постао Рајхсфирер, СС је бројао само 200 људи. Године 1934. израстао је у војску од 50.000 људи. Томе су неоспорно помогле и Химлерова организованост, педантност, доследност и упорност. Међутим у поређењу са СА, који је бројао око 3 милиона чланова, СС је још увек био малобројна формација. Разлог за мањи број регрута у СС-у је био тај што је Химлер сматрао да је од 100 кандидата, у просеку било употребљиво 10 до 15.
Зло у њему први пут је изашло на видело 1934. године када је, уз Геринга, имао значајну улогу у Ноћи дугих ножева (обрачун са побуњеним вођством СА-а). СС је био подређен СА јединицама, па је Химлер сматрао да би било непоходно "срезати крила" СА да би СС могао даље да се развија. Након Хапшења Рема, Хитлер је желео да га помилује, али су у пресудном тренутку, на њега утицали Химлер и Хајдрих. Сваки од њих је имао своје разлоге за смакнуће Рема, а фокус је био на стицању моћи и Хитлерове наклоности. Рему је понуђено да изврши самоубиство, што је он одбио, тако да су убиство извршили припадници СС-а.
Године 1936. преузео је заповедништво Гестапо-ом, као награду за активности у Ноћи дугих ножева. То му је омогућио Геринг, који је сматрао да је Химлеру дужник, јер му је помогао у неутралисању СА. Нова позиција Химлеру је омогућила да издејствује да се у свакој кључној установи у Немачкој налази и по неколико есесоваца. Осим тога, издејствовао је доношење закона 1939. године, по којем је СС био изостављен из ратног суђења Вермахта, чиме је СС практично постао држава у држави.
Химлер није доживљавао СС само као најпоузданију војску, већ и као елитно језгро нацистичке идеологије. Он је у СС-у видео темеље будуће јединствене народне државе. Химлер је до 1940. године трансформисао дотадашњи, више-мање, паравојни СС у Вафен-СС, потпуно опремљену и наоружану војну формацију, која је тада бројала преко 150.000 људи.
Ове су јединице одговорне за највећи број немачких ратних злочина током Другог светског рата, махом у Совјетском Савезу и осталим деловима источне Европе. Есесовци су такође заповедали већином нацистичких концентрационих логора. Крајем 1944. године СС је бројао чак 800.000 људи.

### Посета Београду 1941. године
Мало је позната чињеница да је Химлер први пут посетио Београд 12. маја 1941. године, тачно месец дана након уласка немачких трупа у главни град Краљевине Југославије. (У Београду је боравио и други пут у октобру 1942. године.)
Колико је по доступним подацима познато историчарима, Химлер је тих дана боравио у грчком граду Лариси, где је присуствовао смотри СС-јединица које су учествовале у балканској кампањи. На повратку из Грчке Химлер је слетео на земунски аеродром. Ту су његов авион свечано дочекали представници немачке окупационе управе у Београду, али и делегати немачке националне мањине. Химлер је, поред осталих, имао и дужност „Државног Вође за јачање немачке нације” коју му је Хитлер специјално поверио. Због тога се састао са др Јозефом „Сепом“ Јанком једним од вођа Фолксдојчера и председником Културбунда од 1939. године.
О Химлеровом боравку у Београду није познато скоро ништа осим да је долетео до једне повеће пољане на Топчидеру, погодне за слетање малих, курирских авиона. Затим је, највероватније, обишао разрушени Београд и вратио се у Земун. У Инђији је одржао конференцију са шефовима немачких Фолксдојчера из Славоније и Срема. Након тога вратио се на земунски аеродром и наставио је путовање ка Берлину.

### Министар унутрашњих послова
Године 1942, Рајнхард Хајдрих, који је био Химлерова десна рука је убијен у Прагу након напада чехословачких партизана потпомогнутих британским обавештајцима из службе СОЕ. Химлер је одмах узвратио ударац, наредивши убиство свих мушкараца у чешком селу Лидице, иако нису имали везе с почињеним атентатом. Следеће године Химлер је постао министар унутрашњих послова.
Након Хајдрихове смрти, Химлер се стопио са организационом структуром СС-а. Није користио своје предности и могућности које му је чин омогућавао, и није познато да је издавао наредбе важнијим члановима СС-а, као што су Мартин Борман и Јоаким фон Рибентроп. Хитлер је одувек желео да на челу војске има особу која не би имала амбиције да заузме место Фирера. У Химлеру је нашао ту особу, а то се донекле може повезати са геслом СС-а "Твоја част је верност". Због тога Хитлер након смакнућа Рема, у Химлеру никад није видео конкурента за место Фирера. И поред функције вође СС-а, начелника Гестапоа, повереника за пропаганду, остао је оно што је био на почетку - вечити заменик и други човек, који није имао жељу да буде први. Баш због тога је СС остао тачно оно што је Хитлер и желео, веома моћно оружје које је истовремено било одано и поуздано.
Један од Химлерових циљева било је стварање војске која би се борила против "нижих раса", међу којима се фокусирао на Словене и Јевреје. Та борба би се водила са циљем победе над непријатељем "оздрављења народа". Осим њих, противници су били и Цигани, комунисти, болесници као и хомосексуалци. По његовој теорији о "човеку ниже расе", он је озаконио истребљивање свих оних који су стајали на путу остваривања Хитлерових планова. У тим злочинима су, осим припадника јединица СС-а који су били специјално обучени за те задатке, учествовали и припадници Вермахта, тако да ни униформа немачког војника није остала неукаљана, као што су неки након рата тврдили.
Већ до краја 1941. године, јединице које су вршљале окупираном територијом са циљем истребљења свих "нижих раса", су стрељале око деведесет хиљада људи. Химлер је ове податке уредно документовао, чиме је показао свој менталитет књиговође. Кроз време се показало да масовна убиства остављају несагледиве психолошке последице на извршиоце тих злочина. Химлер је пробао да оправда те злочине тако што их је назвао државним задатком који се мора извршити. Једном приликом је рекао: "Проклетство великих је да морају да иду преко лешева". Да би масовна убиства могла да се наставе по плану, са што мање негативног утицаја на извршитеље, Химлер је покушао да до тог нивоа омаловажи жртву и да јој практично одузме право да буде живо биће. Тиме би извршиоцима требало да буде једноставније да изврше свој задатак, јер би знали да раде исправну ствар. 

### Лебенсборн
По Химлеру, свака жена је морала да спозна срећу које доноси мајчинство, ако је могла да докаже своју расну чистоћу. За зачеће жене нису морале да буду удате. Неудатим женама су стављани на располагање помагачи за зачеће. У октобру 1939. године издао је наредбу целом СС-у о репродукцији. Постала је највећа дужност сваке жене да затрудне са војницима пре њиховог одласка у борбу.
Химлер је имао велике планове за репродукцију после рата. Увео би обавезу да свака жена има за обавезу да бар једно дете поклони држави. Већ током рата је била актуелна наредба да сваки припадник СС-, био ожењен или не, мора да има бар једно дете. То би била надокнада за губитке у рату коју је трпела вредна есесовска крв.
Химлер је одбацивао моногамију, и дивио се исламу и његовом пророку Мухамеду: Он је сваком ратнику, који се храбро бори и изгуби живот, обећао као награду две лепе жене. Тај језик разуме сваки војник. Кад мисли да га то чека на оном свету, радо ће ставити живот на коцку, с одушевљењем ће отићи у битку без страха од смрти. Мушкарци би, по Химлеру требало да имају више жена, како би могле да изроде много јунака.

### Химлер и Аненербе
У берлинском штабу СС-а 1. јула 1935. Химлер се састао са пет људи који су сматрани за експерте за питања расе, међу којима и Херманом Виртом, немачко-холандским историчарем који је посебну пажњу посвећивао истраживању старих религија и симбола и Рихард Валтер Даром, који је био један од главних нацистичких идеолога земље и крви. Тада су основали организацију која се првобитно звала Deutsches Ahnenerbe--Studiengesellschaft für Geistesurgeschichte, док је 1937. године име променила у Ahnenerbe.
Аненербе је за циљ имала да истражи све наводе који би могли да укажу на чињеницу да се Немци супериорна раса. Да би то постигли, организовали су низ истраживања која су анализирала све могуће наводе који би могли да потврде ту чињеницу. Између осталог, велики напор су уложили да дођу до најстарије копије Тацитове историјске монографије која се звала Германија. У том делу постоји рани приказ германског народа који је пристрасно представљен као напредно и морално друштво.
Једно од најважнијих открића ове организације се десило у Јурским планинама у Баварској. У околним пећинама су нађени артефакти као што су длета, минђуше од слоноваче, скелети длакавог мамута и црвени пигмент који су кромањонци користили за зидно сликарство.
Осим археологијом, Аненеребе се бавила и другим областима, као што је насељавање освојених територија на истоку Европе. Химлер је на том послу сарађивао са Конрадом Мејером са којим је правио планове за три колоније на истоку. Химлер је проценио да ће за остваривање ових планова бити потребно двадесет година и да је претходно неопходно прво протерати постојеће становништво. Са циљем промене демографије тих територија, планирао је да изврши садњу букве и храста, као и коришћење усева који би били донети са Тибета.

## Преговори, предаја и смрт
Како се рат примицао крају, Химлер је почео да повлачи очајничке потезе. Године 1944. тајно је преговарао са савезничким снагама, како би прибавио што бољи положај у неизвесним данима који су долазили. Помислио је чак и да ће га савезници прихватити као новог вођу Немачке. Верни Хајнрих (Der treue Heinrich) како су га звали, полако је напуштао, једну по једну, своје политичке догме и потпуно издао Хитлера.
Сазнавши да преговара с Енглезима, Хитлер је одмах наредио његово хапшење, међутим у метежу који је тада владао није било могуће спровести такву акцију. Хитлер из Берлина није могао никако до њега, јер је он тада био у Бремену.
Није хтео да се преда и преузме одговорност за СС, чији је заповедник био, већ је побегао с црним повезом преко ока, без бркова и с лажним документима, у униформи дезертера. Када је ухапшен спроведен је у логор заробљеника, међутим због своје нарцисоидности, сматрајући да се према њему не могу односити као према хиљадама других непознатих војника, није издржао и сам се одао. Одмах након тога спроведен је у посебну ћелију, где је извршио самоубиство прегризавши капсулу с отровом коју је чувао код себе. Умро је 22. маја 1945. године.

## Личност
Један од описа Химлерове личности дао је К. Џ. Бурхкарт, тадашњи представник Лиге народа Данзигу који пише: „Химлер ме је импресионирао својом непријатном подређеношћу, ускогрудном савесношћу, нељудском методичношћу помешаном с елементима аутоматског“. И заиста, он је био невероватно бирократизовано савестан, о свему у свом животу водио је рачуна и често записивао чак и потпуно неважне чињенице.
Немачки генерал Хајнц Гудеријан рекао је да ја Хајнрих Химлер био „најнејаснији од свих Хитлерових следбеника“. Безначајан човек, са знацима расне инфериорности (био је омален, дебељушкаст, слабовид, црнокоси неспретњаковић) и понашао се једноставно. Покушавао је да буде уљудан. Његов стил живота био је у потпуној супротности са Геринговим. Водио је спартански начин живота, без икаквог луксуза, био строг према самом себи, а још строжи према другима. Како је рекао Фром био типичан пример садомазохистичког карактера, чије су основне карактеристике болесна уредност и педантност, те бирократско понашање. Касније, када је постао заповедник СС-а и шеф Гестапоа, бележио је сваки предмет који је икада дао некој особи.
Осећао је јаку потребу за ауторитетом, волео је да буде потчињен некоме. Припадао је оним људима који се подређују не зато што је ауторитет тако застрашујући, већ зато што су сами тако застрашени. У томе је, природно, и највећа разлика између Хитлера и Химлера, Хитлер је био бунтовник, а Химлер безличник. Такође је логично да је и Химлер у Хитлеру нашао оно што је тражио: лик оца-ауторитета. За њега је он био бог-човек, упоредив са значењем Христа или Кришне, како је и сам Химлер рекао.
У белешкама Рудолфа Хеса Химлер је описан као прорачунати планер и извршилац геноцида. Хес је пробао своју одговорност да пребаци на свог шефа, али те његове оптужбе нису биле без основа. По Хесовој изјави, Химлер га је позвао у Берлин и рекао му: Фирер је наредио коначно решење јеврејског питања. Ми, СС, морамо спровести ту наредбу. Постојећа места за истребљивање на Истоку не могу спровести те велике, планиране акције. Ја сам за то одредио Аушвиц.

## Приватни живот
У јулу 1928. Химлер се венчао са Маргарет фон Боден. Њихово једино дете, ћерка Гудрун, рођена је 8. августа 1929. Развели су се 1940. године. Химлер је након тога био у вези са секретарицом Хедвигом Потхаст, која је 1941. оставила свој посао и постала његова љубавница. Имали су двоје деце, сина Хелгеа (1942) и ћерку Нанет Доротеу (1944).